# Luzizila Kiala
Luzizila Kiala (ur. 19 listopada 1963 w Dambie) – angolski duchowny rzymskokatolicki, biskup Sumbe w latach 2013–2021, arcybiskup Malanje od 2021.

## Życiorys
Święcenia kapłańskie przyjął 23 sierpnia 1992 i został inkardynowany do diecezji Uije. Był m.in. ojcem duchownym i wykładowcą seminarium, przewodniczącym kilku kurialnych komisji, wikariuszem biskupim, proboszczem parafii katedralnej oraz wikariuszem generalnym.
21 maja 2013 został prekonizowany biskupem Sumbe, zaś 25 sierpnia 2013 przyjął święcenia biskupie z rąk bp. Emílio Sumbelelo.
29 września 2021 otrzymał nominację na arcybiskupa Malanje.